# ゲヘナ

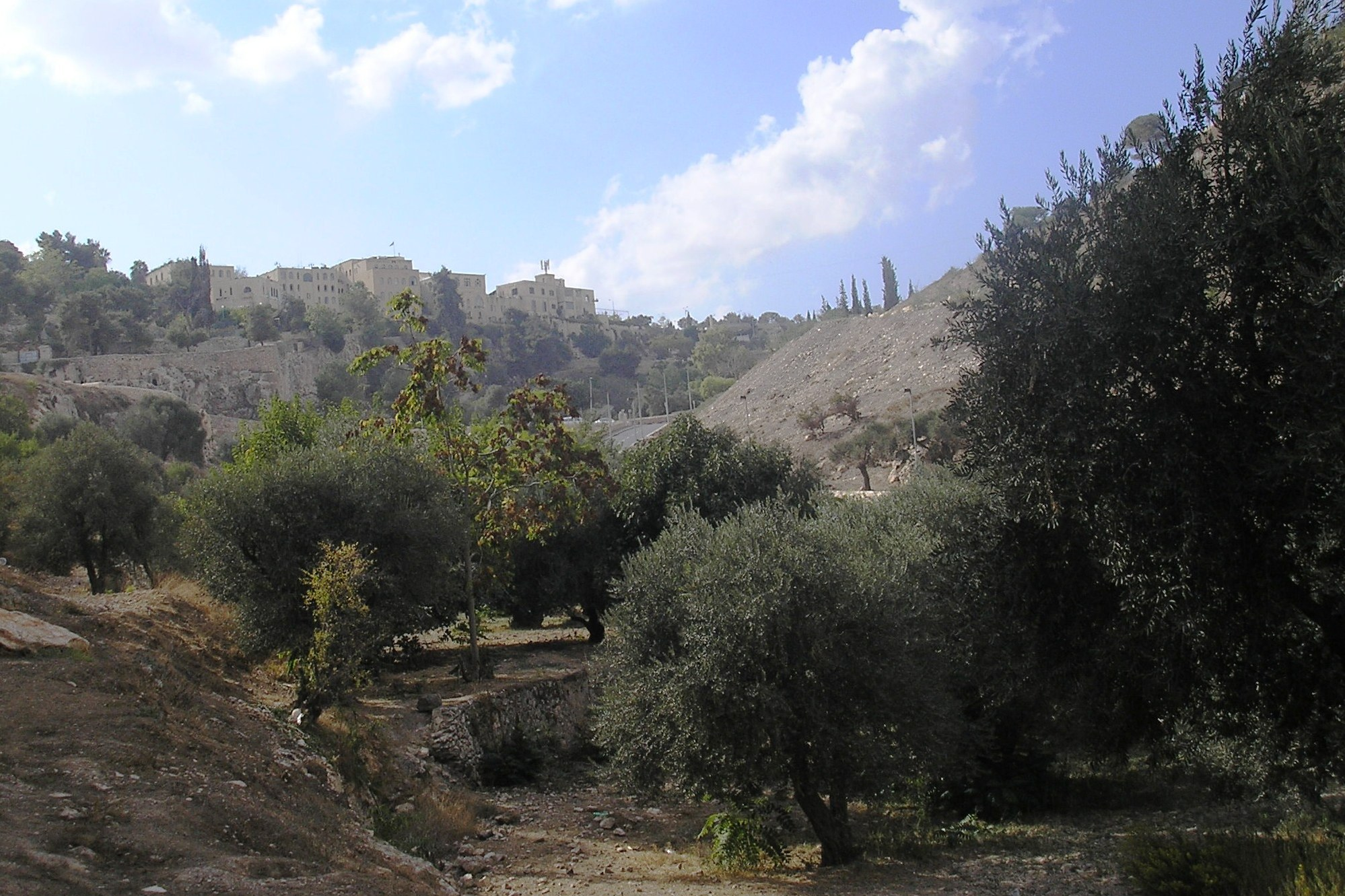
ヒンノムの谷

ゲヘナ （英語: Gehenna）は、ヒンノムの谷を意味するヘブライ語のゲーヒンノーム（גי(א)-הינום）を語源とするギリシア語ゲエンナ（γεεννα）に由来する語。イスラム教では、ジャハンナム（アラビア語: جهنم、アラビア語ラテン翻字: Jahannam）と呼ばれている。
その谷は古代エルサレム市の南端にあり、聖書ではヨシュア記15章8節に最初に言及されている。

## 文字通りの意味
元来、今日のエルサレム市の城門の外にある、深くて狭い谷底のゴミ捨て場である。そこでは、ごみを処分するために火が燃やされ続け、悪臭を放っていた。また、処刑された罪人の体や、ふさわしい埋葬をされなかった人体が埋められる場所でもあった。
旧約聖書時代には、モレクの神への幼児犠牲が行われた（列王記下23:10）。

## 象徴としての意味

### キリスト教の伝統的解釈
ゲヘナは罪人の永遠の滅びの場所であり、地獄を指す場所として用いられる。
永遠の滅びの場所の根拠とされる聖書箇所は以下の通りである。全てゲヘナ、および永遠の滅びの場所を意味する「火の池」について記されている。ただし、「ゲヘナ（ヒンノムの谷）」と「火の池、火と硫黄の池」は別の場所だとも解釈可能である。
- マタイによる福音書 5:22 「また、『ばか者。』と言うような者は燃えるゲヘナに投げ込まれます。」 — （新改訳聖書）
- マルコによる福音書 9:48 「地獄では蛆が尽きることも、火が消えることもない。」 — （新共同訳聖書）

パウロは、イエス・キリストが再臨したとき、神を信じない者、イエスの教えに従わない者が、限りなき永遠の刑罰を受けると記している。
- テサロニケの信徒への手紙二1:7-1:9 「それは、主イエスが炎の中で力ある天使たちを率いて天から現れる時に実現する。その時、主は神を認めない者たちや、わたしたちの主イエスの福音に聞き従わない者たちに報復し、そして、彼らは主のみ顔とその力の栄光から退けられて、永遠の滅びに至る刑罰を受けるであろう。」 — （口語訳聖書）

黙示録には以下の記述がある。
- ヨハネの黙示録 20:10 「そして、彼らを惑わした悪魔は火と硫黄との池に投げ込まれた。そこは獣も、にせ預言者もいる所で、彼らは永遠に昼も夜も苦しみを受ける。」 — （新改訳聖書）
- ヨハネの黙示録 20:15 「いのちの書に名のしるされていない者はみな、この火の池に投げ込まれた。」 — （新改訳聖書）
- ヨハネの黙示録 21:8 「しかし、おくびょうな者、信じない者、忌むべき者、人殺し、姦淫を行う者、まじないをする者、偶像を拝む者、すべて偽りを言う者には、火と硫黄の燃えている池が、彼らの受くべき報いである。これが第二の死である』。」 — （新改訳聖書）

### エホバの証人の解釈
この節の聖句は『新世界訳聖書』からの引用による。
伝統的解釈によるとゲヘナは地獄の同義語として使われることが多い。しかし、エホバの証人はヘブライ語のシェオルとギリシア語のハデスを同列に扱い、ゲヘナをそれと明確に区別している。ゲヘナは元々罪人の死体処理場であった事、愛の神は人身供犠のような残酷な事を望まない事（エレミヤ書32:35）を根拠に、復活の見込みのない完全な滅びの象徴であり、永久の処罰である「第二の死」（啓示20:14）を表しているとの見解を持つ。これは霊魂消滅説と関連がある。聖書では「火の湖」は「第二の死」（ヨハネへの啓示20:14）を表しているが、火の湖には死やハデスも投げ込まれる事から、彼らはそこが別の種類の死、つまり第二の死である完全な滅びの象徴と見なし、これをゲヘナと同列に置く。

## 新約聖書中の用例
新約聖書の中では、山上の垂訓の例を挙げれば、悔い改めない罪人の行く場所として描写されている。
新約聖書中に、他にも以下の部分でゲヘナが用いてある（マタイの福音書5:22, 29, 30; 10:28; 18:9; 23:15,33;マルコの福音書 9:43, 45, 47; ルカの福音書12:5; ヤコブの手紙3:6）。